# Análise administrativa
Análise administrativa é a disciplina de identificação das necessidades do negócio, determinando as soluções para os problemas empresariais. Soluções que, muitas vezes, incluem um componente de desenvolvimento de sistemas. Porém, podem consistir em melhoria de processos, mudanças organizacionais ou de planejamento estratégico e desenvolvimento de políticas. A pessoa que realiza esta tarefa é chamada de analista de negócios.

## Conceito
(Segundo Antonio Cury, 1994, Pág. 285 a 305)
A análise administrativa é um processo de trabalho dinâmico e permanente. Tem como objetivo efetuar diagnósticos situacionais das causas e estudar soluções integradas para os problemas administrativos, envolvendo, portanto, a responsabilidade básica de planejar as mudanças, aperfeiçoando o clima e a estrutura organizacionais, assim como os processos e os métodos de trabalho.
Os pontos fundamentais da análise administrativa, dentro de um enfoque comportamental, basicamente desdobram-se em dois momentos distintos:
1. Diagnóstico situacional das causas, buscando identificar não só o clima e a estrutura da organização, mas também seus métodos e processos de trabalho, o que se pode conseguir, em princípio, através das fases de levantamento de dados e crítica respectiva analisada;
2. Intervenção planejada, que envolve o estudo das soluções dos problemas, compreendendo inicialmente as fases de planejamento da solução e competente crítica; e o planejamento das mudanças, efetivando, em linhas gerais, nas de implantação e controle de resultados.

### Processo da análise administrativa
Pontos Fundamentais da Análise Administrativa:
1 - Condições ótimas:
- Perspectiva global da empresa;
- Integração das necessidades "indivíduo x organização";
- Enfocar organização como sistema aberto.

2 - Dificuldades básicas:
- Envolvimento positivo com o público interno;
- Tempo razoável;
- Atingir a cultura da organização.

3 - É fundamental para o êxito da intervenção existir condições ótimas para a realização da Análise Administrativa:
- O apoio da administração estratégica, inclusive definindo as diretrizes gerais do projeto de mudança;
- Possuir os membros da equipe de trabalho responsável pelo projeto um perspectiva global da empresa;
- Procurar, no planejamento da solução dos problemas, a integração das necessidades individuais e organizacionais;
- Considerar a organização um sistema aberto necessitando, portanto, de compatibilização não só com o meio ambiente externo, mas também dos diversos e diferenciados sistemas internos.

### Análise das funções da Administração
(Segundo Sinclayr Luiz, 1991, pág 77)
Quais itens deverão ser analisados. A Administração de uma empresa compreende diversas funções, que deverão ser examinadas seguindo a seguinte classificação:
- Previsão - corresponde à fixação de metas, objetivos e prazos gerais.
- Planejamento - refere-se à parte prática e executiva da previsão; e consiste na consolidação da previsão em planos e programas.
- Organização - Corresponde à criação e disposição dentro da empresa, de diversos setores e departamentos; seções ou divisões internas; e atribuição das diversas funções que cada um desempenhará, de forma que se obtenha um todo harmônico.
- Coordenação - refere-se à articulação das diversa atividades num conjunto em que umas complementem as outras.
- Controle - tem como função garantir o cumprimento dos planos e programas estabelecidos, bem como corrigir os eventuais desvios de orientação.

#### Organização
(Segundo Sinclayr Luiz, 1991, pág 78)
Embora as funções se inter-relacionem, o administrador, ao se organizar, está ao mesmo tempo dirigindo, coordenando ou controlando as atividades da empresa. Pode-se dizer que a tarefa da organização se sobressai particularmente. Como afirmou Henri Fayol, um dos pioneiros da ciência administrativa, organizar é fazer da empresa um organismo, um todo que funcione organicamente com os diversos órgãos, departamentos ou setores integrando-se harmonicamente.

## Subdisciplinas da análise administrativa
A análise empresarial como uma disciplina tem uma sobreposição pesada com análise de requisitos, por vezes também chamada de engenharia de requisitos, mas concentra-se em identificar as mudanças que são necessárias para, numa organização, se atingir os objetivos estratégicos. Estas alterações incluem mudanças de estratégias, estruturas, políticas, processos e sistemas de informação. Exemplos de análise empresarial incluem:

### Análise de empresa ou análise de sociedade
Centra-se na compreensão das necessidades do negócio como um todo, e da sua direção estratégica e identificação de iniciativas que permitam a uma empresa cumprir essas metas estratégicas. Também inclui:
- Criação e manutenção da arquitetura do negócio;
- Realização de estudos de viabilidade;
- Identificar novas oportunidades de negócios;
- Delimitar e definir novas oportunidades de negócios;
- Preparar a motivação comercial;
- Realização da avaliação inicial dos riscos.

### Necessidades de planeamento e gestão
Envolve o planeamento do processo de desenvolvimento de requisitos, determinando quais requisitos são a maior prioridade para a implementação e mudança. É o trabalho de desenvolvimento de um plano de trabalho pormenorizado, como por exemplo a descrição detalhada do serviço de preparação do trabalho ou das tarefas.

### Levantamento dos requisitos
Descreve técnicas para coleta de requisitos das partes interessadas num projeto. Algumas técnicas de levantamento de requisitos são:
- Brainstorming;
- Análise de documentos;
- Grupo de discussão;
- Análise da interface;
- Entrevistas;
- Workshops;
- Engenharia reversa;
- Exames de performance;
- Análise da tarefa do usuário.

### Análise de requisitos e documentação
Descreve como desenvolver e especificar os requisitos em detalhes suficientes para permitir que eles sejam implementados com sucesso por uma equipa. As principais formas de análise são:
- Análise da arquitetura;
- Análise de processos de negócios;
- Análise orientada a objetos;
- Análise estruturada.

Embora a documentação dos requisitos possa ser elaborada no formato:
- Textual;
- Matriz;
- Diagramas;
- Modelos.

### Requisitos de comunicação
Descreve técnicas para garantir que os interessados tenham uma compreensão partilhada dos requisitos e como eles serão implementados.

### Avaliação e validação da solução
Descreve como o analista de negócios pode verificar a correção de uma possível solução, como apoiar a implementação de uma solução; e como avaliar eventuais deficiências na implementação.

#### Metodologia
(Segundo Antonio Cury, 1994, Pág. 285 a 305)
1- Levantamento:
- Verificação da situação encontrada;
- Identificação dos problemas.

2- Planejamento da Solução:
- Elaboração de plano ideal de funcionamento;
- Nova estrutura;
- Novos métodos e processos de trabalho;
- Organização mais saudável;
- Elaboração de layout retratando a proposta.

3- Crítica do Planejamento:
- Negociação com os usuários (feedback);
- Avaliação sistêmica;
- Avaliação por analistas não envolvidos.

4- Implantação
5- Controle dos resultados

#### Resultados
(Segundo Antonio Cury, 1994, Pág. 285 a 305)
Aperfeiçoamento de métodos e processos de trabalho, da estrutura e do clima organizacionais, envolvendo, entre outras possibilidades:
- Organogramas;
- Layouts;
- IEX;
- Fluxogramas;
- Formulários;
- Programas de treinamento;
- Quadros de pessoal.

## Técnicas de análise de negócios
Há uma série de técnicas de negócio genérico que um analista de negócios vai usar ao facilitar a modulação de negócios. Algumas dessas técnicas incluem:
- PESTLE;
- MOST;
- CATWOE;
- Os seis chapéus pensadores de Bono;
- 5W2H;
- Método MoSCoW;
- VPEC-T;
- Diagrama Causa-efeito;
- Análise do Campo de Força;
- Tabela e árvore de decisão;
- Análise das 5 forças (M. Porter);
- WBS.